# 拜帕斯山
72°28′S 168°28′E / 72.467°S 168.467°E
拜帕斯山（英語：Bypass Hill）是南極洲的山峰，座標72°28′S 168°28′E，位於維多利亞地的博克格雷溫克海岸，海拔高度660米（2,170英尺），由新西蘭的探險隊命名，現時由南極條約體系管理。